# 라르고 윈치 (영화)
라르고 윈치(Largo Winch)는 프랑스의 영화이다.

## 출연

### 주연
- 토머 시슬리
- 크리스틴 스콧 토마스

### 조연
- 미키 마뇰로비치
- 멜라니 티에리
- 질베르트 멜키
- 카렐 로든
- 스티브 워딩튼
- 앤 콘시니
- 라디보제 부크빅

## 기타
- 원작자: 장 반 암므
- 원작자: 필립 프란크
- 미술: 미셀 바틀레미
- 세트: 보리스 피오트
- 의상: 라디자 제가이
- 배역: 지지 아코카